# Майкі Джонстон
Майкі Джонстон (англ. Michael Johnston; нар. 19 квітня 1999, Глазго) — шотландський футболіст, нападник клубу «Селтік».

## Клубна кар'єра
Народився 19 квітня 1999 року в місті Глазго. Вихованець футбольної школи клубу «Селтік». Дорослу футбольну кар'єру розпочав 2017 року в основній команді того ж клубу, кольори якої захищає й донині. З командою став п'ятиразовим чемпіоном Шотландії, чотириразовим володарем Кубка Шотландії та чотириразовим володарем Кубка шотландської ліги. 

## Виступи за збірні
2017 року дебютував у складі юнацької збірної Шотландії (U-19), загалом на юнацькому рівні взяв участь у 5 іграх, відзначившись 3 забитими голами.
Протягом 2018—2020 років залучався до складу молодіжної збірної Шотландії. На молодіжному рівні зіграв у 6 офіційних матчах, забив 1 гол.

## Статистика виступів

### Статистика клубних виступів
Статистика оновлена станом на 29 січня 2020 року.
| Сезон             | Команда           | Чемпіонат         | Чемпіонат | Чемпіонат | Національний кубок | Національний кубок | Національний кубок | Континентальні кубки | Континентальні кубки | Континентальні кубки | Інші змагання | Інші змагання | Інші змагання | Усього | Усього |
| Сезон             | Команда           | Ліга              | Ігор      | Голів     | Ліга               | Ігор               | Голів              | Ліга                 | Ігор                 | Голів                | Ліга          | Ігор          | Голів         | Ігор   | Голів  |
| ----------------- | ----------------- | ----------------- | --------- | --------- | ------------------ | ------------------ | ------------------ | -------------------- | -------------------- | -------------------- | ------------- | ------------- | ------------- | ------ | ------ |
| 2016–17           | «Селтік»          | СП                | 1         | 0         | КШ+КЛ              | 0                  | 0                  | ЛЧ                   | 0                    | 0                    | -             | -             | -             | 1      | 0      |
| 2017–18           | «Селтік»          | СП                | 3         | 0         | КШ+КЛ              | 1+0                | 0                  | ЛЧ+ЛЄ                | 0                    | 0                    | -             | -             | -             | 4      | 0      |
| 2018–19           | «Селтік»          | СП                | 14        | 5         | КШ+КЛ              | 3+1                | 0                  | ЛЧ+ЛЄ                | 1+3                  | 0                    | -             | -             | -             | 22     | 5      |
| 2019–20           | «Селтік»          | СП                | 10        | 2         | КШ+КЛ              | 1+2                | 0+1                | ЛЧ+ЛЄ                | 4+3                  | 1+2                  | -             | -             | -             | 20     | 6      |
| 2020–21           | «Селтік»          | СП                | 0         | 0         | КШ+КЛ              | 0+0                | 0                  | ЛЧ                   | 0                    | 0                    | -             | -             | -             | 0      | 0      |
| Усього за кар'єру | Усього за кар'єру | Усього за кар'єру | 28        | 7         |                    | 6                  | 1                  |                      | 13                   | 3                    |               | -             | -             | 47     | 11     |

## Титули і досягнення
- Чемпіон Шотландії (5):

«Селтік»: 2016/17, 2017/18, 2018/19, 2019/20, 2021/22
- Володар Кубка Шотландії (4):

«Селтік»: 2016/17, 2017/18, 2018/19, 2019/20
- Володар Кубка шотландської ліги (4):

«Селтік»: 2017/18, 2018/19, 2019/20, 2021/22